# ブリッジ・オブ・スパイ
『ブリッジ・オブ・スパイ』（原題：Bridge of Spies）は、スティーヴン・スピルバーグ監督、マット・チャーマン及びコーエン兄弟脚本による2015年のアメリカ合衆国の歴史・伝記・ドラマ・政治・アクション・戦争・スパイ・スリラー映画。
出演はトム・ハンクス、マーク・ライランス、エイミー・ライアン、アラン・アルダら。
U-2撃墜事件でソ連の捕虜となったフランシス・ゲイリー・パワーズの解放のために動く弁護士のジェームズ・ドノヴァン（ハンクス）を中心に描かれる。
題名の『ブリッジ・オブ・スパイ』とはスパイ交換が行われたグリーニッケ橋を指す。
撮影は『St. James Place』というワーキングタイトルで2014年9月8日よりニューヨーク市ブルックリン区で始まった。北アメリカではタッチストーン・ピクチャーズ、それ以外では20世紀フォックスの配給により公開される。

## あらすじ
冷戦中の1957年、ブルックリンで画家を装い諜報活動を行っていたソ連のスパイルドルフ・アベルは、FBIに目をつけられ追跡されていた。彼がデッド・ドロップ後に滞在するホテル・レイサムで情報解読しているとき、スパイだと確信したFBI捜査員がそこに突入し家宅捜査、逮捕される。ワターズ&コワン&ドノヴァン法律事務所の保険担当弁護士 ジェームズ・ドノヴァンは共同経営者のトーマス・ワターズと連邦裁判所のリン・グッドナフから、公平性を演出するため弁護士がいないアベルに連邦裁判所弁護士会の弁護士全員の推薦を受け、ドノヴァンが彼の弁護士として選出されたと伝えられる。ドノヴァンは刑事事件を何年も担当していないことやスパイという自国の敵を弁護し非難を受けることを懸念するが、結局、弁護を受け入れる。妻のメアリーからは家族に危険が及ぶことや、敵国のスパイなどを理由に弁護を引き受けることに否定的な意見を言われる。ドノヴァンは拘置所を訪れアベルと初対面し、彼が弁護を承諾したことを受けて政府への協力の可否を尋ね協力しないとの答えを聞いた後、裁判について打ち合わせる。とあるモーテルではアメリカの軍人が集められ、上空からU-2偵察機でソ連を偵察するためのパイロットの秘密保全検査が行われていた。検査終了後、フランシス・ゲイリー・パワーズとジョー・マーフィらはCIAのウィリアムズより今回の任務内容を聞かされ、内容は他言無用で撃墜されたり捕虜になることも絶対避けなければならないと言い渡される。
ドノヴァンは旧知の仲であるモーティマー・W・バイヤーズ判事に裁判の日程延期を申し入れるが、有罪が決まっていると却下される。帰り道でドノヴァンはCIAのホフマンに接触されアベルが何を話したか尋ねられるが、依頼人との守秘義務だとして答えない。1960年、パキスタンのペシャーワル米空軍基地でパワーズたちはウィリアムズからU-2偵察機を見せられ構造の解説を聞いたあと、別のエージェントから詳細な情報を教えられる。ドノヴァンは部下のダグ・フォレスターと共にアベルのアトリエから押収されたスパイ道具を確認しに訪れて捜索令状が今回の罪状のものではないことを調べ、証拠品は無効だと判事に異議を申し立てるが却下される。敵国スパイを弁護したことで世間の目が厳しくなるなか無罪を求めて弁護するドノヴァンだが、陪審評決は全員一致で有罪となる。死刑判決だけはなんとか回避しようとアベルと面会後に判事の自宅を訪問したドノヴァンは、将来アメリカ人がソ連の捕虜となった場合の交換材料として生かしておくことを提言する。判事からそのことに疑問を呈され、ドノヴァンは切り札としてだけでなく人道的な面でアベルが祖国に忠誠を誓っているだけの無害な人物だと答える。その結果判事の心証が変わり誰もが確信していた死刑判決を回避することに成功し、懲役刑の判決が下される。ドノヴァンはさらに刑を軽くしようと最高裁への上訴を決め、アベルから危険だと忠告されながらも弁護を続行する。しかしマスコミが裁判をスキャンダラスに報じ、ドノヴァン家は自宅を銃撃されるなど過激なバッシングを受けるようになる。
米空軍基地で偵察機の自爆装置や1ドルコインに隠した自害用の毒針の説明をウィリアムズから聞いたパワーズたちは、偵察機に乗り込みソ連へ向けて出発する。ドノヴァンは最高裁長官に向けて口頭弁論し、アベルの人権を尊重するよう訴えかける。結果は最高裁の判決が5対4で有罪となりニューヨークに戻ったドノヴァンは、東ドイツから送られたアベルの妻だという人物の手紙を彼に見せる。するとアベルは妻によるものではないと断言し、次の動きを知るためドノヴァンが返事を送ることに賛同する。一方、ソ連の上空でカメラによる偵察を行っていたパワーズは、偵察機に向けて発射された地対空ミサイルが命中し撃墜。捕らえられたパワーズはソ連の裁判で禁固10年の判決が下る。その後ドノヴァンはCIAのアレン・ダレス長官と会い、手紙はアベルを国民と認めたくないソ連が東ドイツを経由して送ってきた、アメリカ人パイロットを捕まえたと伝えるものだと言われる。それはドノヴァンが予期していた捕虜交換を提案するもので、ダレス長官は彼に民間人としてスパイ交換の交渉役を担うよう依頼する。ベルリンの壁が建設されつつあるドイツでは、アメリカ人留学生 フレデリック・プライヤーが東ベルリンにいる恋人と西側へ逃走を図るが捕らえられる。西ドイツでホフマンと別れ、ドノヴァンは交渉を開始するため東ベルリンにあるソ連大使館を目指し、翌日フリードリヒ通り駅を通り治安が不安定な東ベルリンに入る。

## キャスト
ジェームズ・ドノヴァン
演 - トム・ハンクス、日本語吹替 - 江原正士
アイルランド系アメリカ人の弁護士。
ニュルンベルク裁判に検察官として参加したやり手だが最近は刑事裁判から遠ざかり、主に保険関係の裁判を担当している。政府からアベルの弁護の依頼を受け、妻のメアリーに反対されながらも弁護を承諾する。アベルの国に忠誠を誓う意志の強さと人柄を見て、負け戦と言われたアベルの裁判で判決を少しでも軽くしようと手を尽くし、徐々に彼と信頼関係を築く。法を遵守する精神を持ち、CIAに守秘義務の例外だとアベルの発言を尋ねられても応じない。アベルの弁護に熱心に取り組むあまり世間のバッシングだけでなく、CIAやパートナーのワターズからも苦言を呈されるが、屈することなく裁判を最後まで戦い抜く。最後の手段として、将来直面するかもしれない捕虜交換の切り札を残すことを理由に挙げ、死刑の回避を判事に直談判し減刑に成功する。裁判後はCIAの要請で東ベルリンへ向かい、ソ連に拘束されたパワーズをアベルと交換する交渉を行う。しかし助手のフォレスターと同年齢の留学生 プライヤーも逮捕されていることを知り、CIAの意に反して彼の解放をヴォーゲルと交渉する。コーヒーの好みは砂糖2つとミルク入りのネスカフェ。
ルドルフ・アベル
演 - マーク・ライランス、日本語吹替 - 佐々木敏
ドイツ系ロシア人のソ連諜報員。
ブルックリンで画家を装いスパイ活動を行っていたが、極秘に捜査を進めていたFBIに逮捕される。アメリカ政府より恩赦をちらつかされて情報提供などの協力を求められるが、祖国への強い忠誠から断固として拒否する。死を恐れておらず、圧倒的に不利な状況でも冷静さを保つ強固な精神力を持つ。ドノヴァンから不安じゃないのかと尋ねられるたびに、「役に立つか？（Would it help?）」と返す。弁護を担当し自分を救おうと奔走するドノヴァンとの間に次第に友情が芽生えていき、彼と彼の家族に被害が及ぶことを心配する。ドノヴァンが裁判に臨む姿を見て、彼を子供の頃に会ったロシア語で「ストイキー・ムジック（不屈の男）」と呼ばれた男性と重ね合わせる。クラシック音楽を聴くことと絵を描くことが趣味で、画家としての才能は卓越している。
メアリー・ドノヴァン
演 - エイミー・ライアン、日本語吹替 - 八十川真由野
ドノヴァンの妻。
夫が敵国であるソ連のスパイを弁護すると聞いたとき、アメリカに不利益をもたらす人物を守ることで家族も世間から白い目で見られると猛反対する。ドノヴァンが反対を押し切って弁護を引き受けてからは、彼と家族の身を心配しながら見守る。
トーマス・ワターズ・Jr
演 - アラン・アルダ、日本語吹替 - 糸博
ワターズ&コワン&ドノヴァン法律事務所に所属するドノヴァンのパートナー。
連邦裁判所弁護士会からアベルの弁護士としてドノヴァンが推薦を受けたことを彼に知らせ、アベルをろくでなしと評した上で、敗訴は目に見えているが公平性を上辺だけでも外国に示すことを理由に弁護を受けるようドノヴァンに促す。だが、彼がアベルを必死に弁護するという予想もしなかった事態に困惑し、十分愛国心は示したと彼に自重を求める。
ホフマン
演 - スコット・シェパード、日本語吹替 - 大滝寛
CIAエージェント。
アベルの弁護士であるドノヴァンに接触し、敵国のスパイが何を話しているか法を無視して聞き出そうとするが、法の軽視に嫌悪感を抱いたドノヴァンに非難される。裁判終了後は彼と共にベルリンへ向かい、ソ連との捕虜交換の交渉に付き添う。交換はあくまでパワーズだけで、プライヤーは無視するようドノヴァンに話す。
ウルフガング・ヴォーゲル
演 - セバスチャン・コッホ、日本語吹替 - 牛山茂
ドイツ人の弁護士。
ドノヴァンと東ドイツ政府の司法長官の間で、彼が求めるプライヤー解放の交渉を仲介する。交渉がアメリカに東ドイツの存在を認めさせるいい機会だと話し、アベルとプライヤーの交換を受け入れる。だがドノヴァンがソ連ともパワーズの交換を交渉していることを知り、欺かれたと感じて一旦は交渉決裂を宣告する。
フランシス・ゲイリー・パワーズ
演 - オースティン・ストウェル、日本語吹替 - 今村一誌洋
アメリカ空軍中尉。
ソ連を偵察するU-2のパイロットとして選ばれ、訓示を受けてソ連へ飛ぶ。偵察開始直後にミサイルで撃墜され、拘束ののちに裁判で禁固10年の有罪判決を受ける。その後もソ連の尋問官から拷問を受け、アメリカの機密情報を言うよう強要される。
フレデリック・プライヤー
演 - ウィル・ロジャース、日本語吹替 - 小林親弘
アメリカ人留学生。
ベルリン自由大学でソ連経済学を学んでいる、イェール大学の大学院生。ベルリンの壁の建設が進行している状況を見て、東ベルリンに住む教授の娘で自分の恋人の女性を連れて逃げようとしたとき東側の秘密警察に逮捕される。
ジョー・マーフィ
演 - ジェシー・プレモンス、日本語吹替 - 新城健
パワーズの同僚である空軍中尉。
彼とともにパイロットの秘密保全検査を受け、パワーズの出発を見送る。捕虜交換の際、パワーズの本人確認を請け負った。
アレン・ダレス
演 - ピーター・マクロビー、日本語吹替 - 小島敏彦
CIA長官。
パワーズがソ連に逮捕されソ連側が捕虜交換の交渉を打診してきたことを受けて、ドノヴァンが予期していたアベルとパワーズの捕虜交換の交渉を、国が関与することができないため彼に要請する。
モーティマー・W・バイヤーズ判事
演 - デイキン・マシューズ、日本語吹替 - 村松康雄
ドノヴァンと知り合いでアベルの裁判を担当する判事。
最初は敵国のスパイであるアベルに恩赦を与える気はなく、ドノヴァンから法律通りに証拠の無効や減免を申し立てられるが却下し、彼を弁護人と呼び一線を引く。しかし自宅に訪れたドノヴァンの必死の説得により心変わりし、死刑を回避させる。
ウィリアム・トンプキンズ
演 - スティーヴン・クンケン、日本語吹替 - 牛山茂
検察官。
アベルの裁判が検察にとって有利な方向へ進む様子に余裕の表情を見せていたが、予想外の死刑回避に愕然とする。
ウィリアムズ
演 - マイケル・ガストン、日本語吹替 - 楠大典
CIAエージェント。
秘密保全検査を通ったパワーズら偵察機のパイロットに対し訓示を行い、存在の証を残さないために捕虜にされそうになった場合は機体ごと散るか、1ドルコインに仕込んだ毒針で自害するよう命じる。
ボスコ・ブラスコ
演 - ドメニク・ランバルドッツィ、日本語吹替 - 石住昭彦
FBI捜査官。
スパイ容疑が掛けられたアベルの後をつけ、彼が滞在しているホテル・レイサムに突入し、ホテルとアトリエの物品を押収する。
ギャンバー
演 - ヴィクター・ヴェルハーゲ、日本語吹替 - 荻野晴朗
FBI捜査官。
ブラスコと共にホテルへ突入し、スパイ容疑がかかっていることや、アメリカに協力しないならば逮捕することをアベルに伝える。
ダグ・フォレスター
演 - ビリー・マグヌッセン、日本語吹替 - 小林親弘
ドノヴァンの部下である若い弁護士。
アベルの弁護をドノヴァンが受けることを聞きつけ、彼に助手として裁判の手伝いを任せられる。ドノヴァンの娘のキャロルと付き合っている。
キャロル・ドノヴァン
演 - イヴ・ヒューソン、日本語吹替 - Lynn
ドノヴァン家の長女。
フォレスターと付き合っており、父の手伝いのためにデートをキャンセルされたことを不満に思っている。
ペギー・ドノヴァン
演 - ジリアン・レブリング、日本語吹替 - 宮原永海
ドノヴァン家の次女で末っ子。
ロジャー・ドノヴァン
演 - ノア・シュナップ、日本語吹替 - 尾田珠美
ドノヴァン家の長男。
学校の授業で原子爆弾から身を守る方法を学び、浴室を避難場所にしようとする。
ベイツ
演 - ジョシュア・ハート、日本語吹替 - 喜多川拓郎
弁護士。
保険会社の弁護士であるドノヴァンと交通事故被害者への賠償を交渉する。
イヴァン・シスキン
演 - ミハイル・ゴアヴォイ、日本語吹替 - 中博史
東ベルリンのソ連大使館二等書記官を装っているKGB東ドイツ駐在官。
ヴォーゲルの代理だとしてドノヴァンを応対し捕虜交換の交渉を行うが、プライヤーは東ドイツ政府に逮捕されているため難しいとドノヴァンに話す。
ハラルド・オットー
演 - ブルクハルト・クラウスナー、日本語吹替 - 小島敏彦
東ドイツの司法長官。
ソ連と東ドイツ双方に交渉を同時進行で行うドノヴァンに対し、アベルと交換するのはプライヤーだけだと伝える。
オットーの秘書
演 - マックス・マウフ、日本語吹替 - 稲垣拓哉
ドノヴァンが、急用で外出することになったオットーへの捕虜交換に関する言伝を頼む青年。
アリソン
演 - レベッカ・ブロックマン、日本語吹替 - 土井真理
ドノヴァンの秘書。
予定を伝えたり、彼宛てに送られてくる郵便物の整理などを行う。
マイケル・ヴェローナ
演 - スティーヴ・サーバス、日本語吹替 - さかき孝輔
独房に入れられたアベルを交換材料として東ベルリンへ連れて行く人物。
マーティ
演 - スティーヴン・ボイヤー、日本語吹替 - 一戸康太朗
ドノヴァンの部下。
ソ連のメイン尋問官
演 - メラーブ・ニニッゼ、日本語吹替 - 楠大典
裁判後のパワーズを寝かせずに拷問し、U-2の破壊装置の詳細や以前にもスパイ活動をしていたか問いただす。
2番目の尋問官
演 - イワン・シュヴェドフ、日本語吹替 - 蜂須賀智隆
パワーズにアメリカ政府は助けてくれないと吹き込み、ソ連側へ寝返らせようとする。
検問所の守衛
演 - ミヒャエル・クランツ、日本語吹替 - 新城健
ヴォーゲルと一緒にいたドノヴァンを、パスポートの不備を理由として連行する。
ニュースキャスター
演 - ジョン・テイラー、日本語吹替 - 喜多川拓郎
裁判の進行状況を報道する。

## スタッフ
- 監督 - スティーヴン・スピルバーグ
- 脚本 - マット・チャーマン（英語版）、イーサン・コーエン&ジョエル・コーエン
- 製作 - スティーヴン・スピルバーグ、マーク・プラット、クリスティ・マコスコ・クリガー
- 製作総指揮 - ジョナサン・キング、ダニエル・ルピ、ジェフ・スコール、アダム・ソムナー
- 撮影監督 - ヤヌス・カミンスキー,ASC
- プロダクションデザイナー - アダム・ストックハウゼン（英語版）
- 編集 - マイケル・カーン,A.C.E.
- 衣裳デザイン - カシア・ワリッカ＝メイモン
- 音楽 - トーマス・ニューマン
- キャスティングディレクター - エレン・ルイス

日本語版スタッフ
- 字幕翻訳 - 松浦美奈
- 吹替演出 - 中野洋志
- 吹替翻訳 - 税田春介
- 吹替制作 - ACクリエイト

## 製作

### 企画

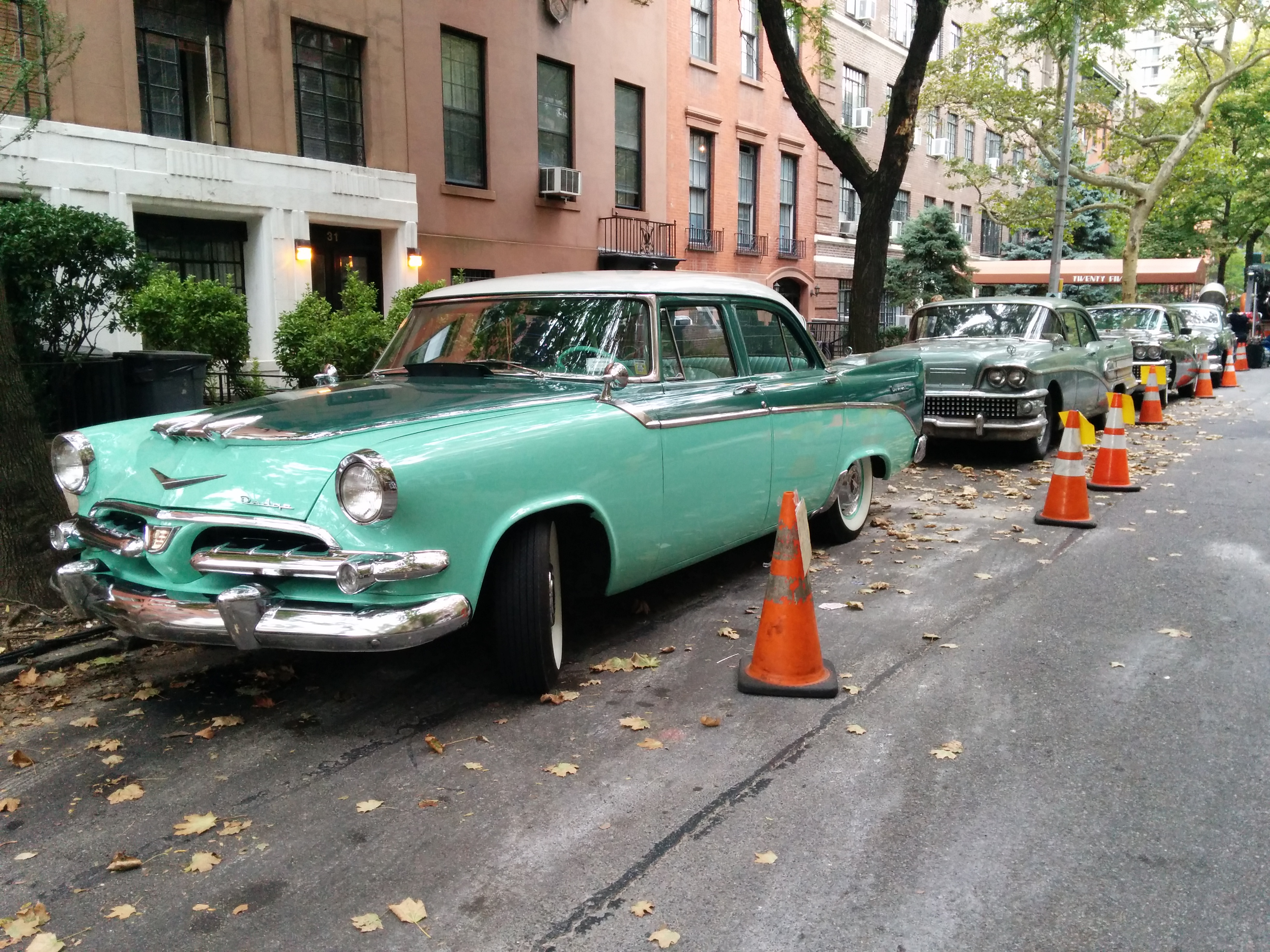
ブルックリン・ハイツでの旧車を並べての撮影

ジェームズ・ドノヴァンは1964年に『Strangers on a Bridge: The Case of Colonel Abel and Francis Gary Powers』という題名で事件の話を書いた。U-2撃墜事件と元西ベルリンCIAチーフのウィリアム・キング・ハーヴェイの話、金工作についての歴史背景はローリー・マクリーンによる2014年の『Berlin: Portrait of a City Through the Centuries』で公表された。ブルックリン・ハイツに住み、活動していたソビエト諜報部員のルドルフ・アベルは、プロスペクト・パークで盗んだ情報のデッド・ドロップを実行した。彼の逮捕と経歴については、当時ブルックリン・ハイツに居を構えていたトルーマン・カポーティによる『Brooklyn Heights: A Personal Memoir』で論じられている。
ジョン・F・ケネディの伝記『An Unfinished Life: John F. Kennedy, 1917–1963』を読んだマット・チャーマンは、その脚注に記述されたドノヴァンの物語に興味を持った。『St. James Place』は脚本を執筆したチャーマンによって初めて委任された。ドノヴァンの息子と会って彼の話を聞いた後、チャーマンはその物語を映画にしてもらうために売り込みを始め、ハリウッドにあるスタジオをいくつか訪ねた。そしてドリームワークスの製作部門シニア・バイス・プレジデントのジョナサン・アイリックと会い、後日同社の創始者であるスティーヴン・スピルバーグが興味を示し、監督に決まった。マーク・プラットとクリスティ・マコスコ・クリガーはスピルバーグと共同でプロデューサーを務め、またジョエルとイーサン・コーエンがチャーマンのオリジナル脚本を改訂した。2014年6月、フォックス2000ピクチャーズはディズニーとフォックで配給権を分割することを共同出資のドリームワークスとパーティシパントと合意した。2015年3月3日、『ザ・デイリー・ペンシルベニアン』のインタビューでプラットは『St. James Place』のワーキングタイトルで撮影された本作の正式題が『Bridge of Spies』であることが明かされた。

### キャスティング
2014年5月、トム・ハンクスがジェームズ・ドノヴァン役を務め、またマーク・ライランスが共演することが発表された。この他にエイミー・ライアン、アラン・アルダ、ビリー・マグヌッセン、イヴ・ヒューソンの出演も報じられた。

### 撮影

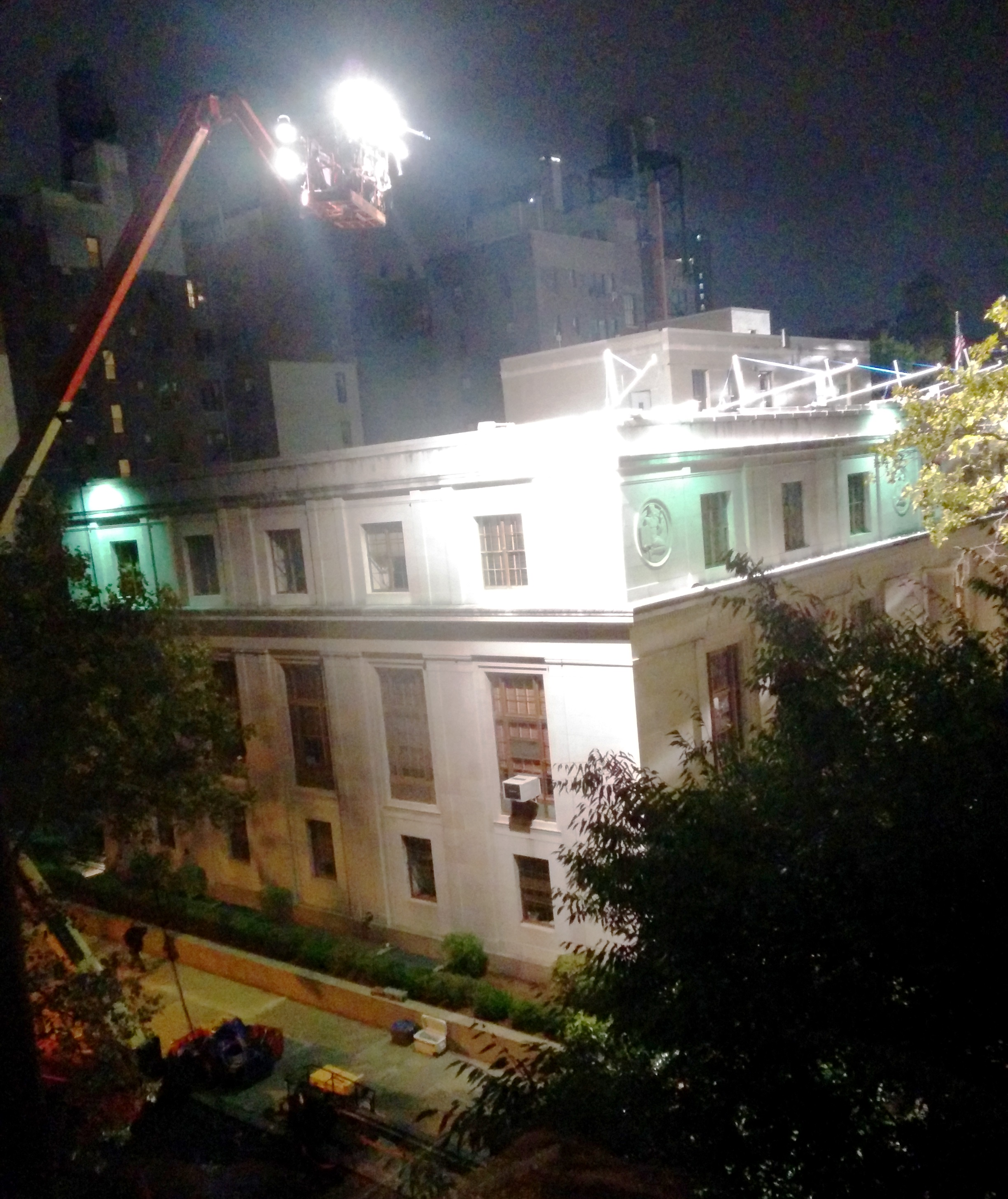
ブルックリン・ハイツでのライトとスプリンクラーを使っての撮影

主要撮影は2014年9月8日よりニューヨーク市ブルックリン区で始まった。9月14日、撮影はダンボで行われ、スタッフは1960年代のアンカレッジ・プレイスに見立てた。9月15日、撮影はアストリア地区のアストリア・パークとディトマーズ・ブールバードの間で行われた。撮影は18番ストリートと26番アベニューでも行われた。ドノヴァンの法律事務所として、マンハッタンの44番ストリートにあるニューヨーク州弁護士会の建物で撮影が行われた。9月27日、エキストラと共に1960年代の衣裳を着てウォール街の場面を撮られるハンクスが報じられた。9月28日、ヘンリー・ストリートとブルックリン・ハイツのラヴ・レーンで撮影が行われた。9月29日、ヒックス・ストリートとパイナップル・ストリートで撮影が行われた。10月6日、ヒックス・ストリートでのハンクスとスタッフの姿が報じられた。
10月初頭、ニューヨークでの撮影が終了すると制作陣はドイツのベルリンのバーベスベルグ・スタジオとポツダムでの撮影を始めた。ベルリンでの撮影は実際にドノバンが降りた旧テンペルホーフ国際空港で始まった。捕虜交換の場面は1962年に実際に行われたグリーニッケ橋で撮影され、その際には交通封鎖も行われた。ドイツ首相のアンゲラ・メルケルはこれらの場面の撮影の見学に訪れていた。
11月後半にはポーランドのヴロツワフで、プロダクションデザイナーのアダム・ストックハウゼンらが長さ300mのベルリンの壁やチェックポイント・チャーリーの一部を再現し建てたセットで撮影された。11月半ばにはカリフォルニア州メアリーズビル近くのビール空軍基地で実物のU-2を使用したシーンが撮影された。
撮影にはコダックのVISION3 250D Color Negative Film 5207とVision3 500T Color Negative Film 5219を含む35mm映画フィルムが使用された。

## 音楽
当初、映画音楽はジョン・ウィリアムズが作曲し、スティーヴン・スピルバーグとの通算27回目のコラボレーションが実現する予定であった。しかしながら2015年3月、ウィリアムズは健康問題により続行が困難となり、トーマス・ニューマンと交代することが発表された。これによりクインシー・ジョーンズが作曲した1985年の『カラーパープル』以来となる、ウィリアムズ抜きでのスピルバーグの監督作品になった。サウンドトラックは2015年10月16日にハリウッド・レコードより発売された。
| 全作曲: トーマス・ニューマン。 |                                  |       |                      |       |
| #                              | タイトル                         | 作詞  | 作曲・編曲           | 時間  |
| 1.                             | 「Hall of Trade Unions, Moscow」 |       | トーマス・ニューマン | 0:43  |
| 2.                             | 「Sunlit Silence」               |       | トーマス・ニューマン | 4:04  |
| 3.                             | 「Ejection Protocol」            |       | トーマス・ニューマン | 1:56  |
| 4.                             | 「Standing Man」                 |       | トーマス・ニューマン | 2:11  |
| 5.                             | 「Rain」                         |       | トーマス・ニューマン | 1:21  |
| 6.                             | 「Lt. Francis Gary Powers」      |       | トーマス・ニューマン | 3:04  |
| 7.                             | 「The Article」                  |       | トーマス・ニューマン | 1:36  |
| 8.                             | 「The Wall」                     |       | トーマス・ニューマン | 2:14  |
| 9.                             | 「Private Citizen」              |       | トーマス・ニューマン | 1:35  |
| 10.                            | 「The Impatient Plan」           |       | トーマス・ニューマン | 1:35  |
| 11.                            | 「West Berlin」                  |       | トーマス・ニューマン | 1:12  |
| 12.                            | 「Friedrichstrasse Station」     |       | トーマス・ニューマン | 1:20  |
| 13.                            | 「Glienicke Bridge」             |       | トーマス・ニューマン | 10:51 |
| 14.                            | 「Homecoming」                   |       | トーマス・ニューマン | 7:46  |
| 15.                            | 「Bridge of Spies (End Title)」  |       | トーマス・ニューマン |       |
| 合計時間:                      | 合計時間:                        | 48:25 |                      |       |

## 公開
2015年10月16日に公開を予定している。北米ではタッチストーン・ピクチャーズ表記下でウォルト・ディズニー・スタジオ・モーション・ピクチャーズ、北米外ではフォックス2000ピクチャーズ表記下で20世紀フォックスが配給を担当する。
1枚目のポスターは2015年6月4日に発表され、その後日にオンライン上で予告編が公開された。

## 評価

### 興行収入
2016年3月3日現在、北米で7220万ドル、その他の国で9220万ドルを稼ぎ、製作費4000万ドルに対して興行収入の合計は1億6450万ドルとなっている。
アメリカ合衆国とカナダでは2811の劇場で公開され、試写会の様子から初週に1500万から2000万ドルを稼ぐと予測された。2015年10月16日は本作の他に『グースバンプス』、『クリムゾン・ピーク』、『ウッドローン』が公開され、3週目となる『オデッセイ』と競った。公開された木曜の夜に500,000ドル、公開初日には530万ドルを記録した。初週に1540万ドルを稼ぎ、興行収入ランキングは『グースバンプス』、『オデッセイ』に次ぐ3位となった。
最大の国際マーケットはオーストラリアと韓国で、それぞれ初週に130万ドルと92万ドルを記録した。

### 批評家の反応
本作は批評家から絶賛されている。Rotten Tomatoesでは250件のレビューがあり、批評家支持率は92%、平均点は10点満点中7.8点となっている。批評家の意見の要約は「スティーヴン・スピルバーグとトム・ハンクスの素晴らしい働きのおかげで、『ブリッジ・オブ・スパイ』はハリウッドの古典的な冷戦スパイ・スリラーの手法に新しい生き方を見つけだした」となっている。またMetacriticでは48件のレビューがあり、加重平均値は81/100で「幅広い称賛」となった。CinemaScoreではA+からFの評価の内、観客から付けられた平均の評価はAとなっている。
シカゴ・サンタイムズのリチャード・ローパーは4つ星中4つを付け、スピルバーグの監督を称賛し「スピルバーグは、重要なことなのに大部分が忘れられている事柄と、冷戦のアクション要素がまったくない部分を取り扱っており、それらを興味を引く性格描写、フランク・キャプラが監督しジョン・ル・カレが脚色したと少し感じられるスリラーにした」と述べた。シカゴ・トリビューンのマイケル・フィリップスは本作を「自信に満ち、若干四角く、古典的なハリウッドの技巧の大いに満足な例で、主演の有名な映画スターはピストルよりもむしろブリーフケースやハンカチを振り回している」と言った。The A.V. ClubのIgnatiy Vishnevetskyは「スピルバーグ作品の現段階での最も見事なもののひとつで、たぶん最も表情豊かなもの [...] 『ブリッジ・オブ・スパイ』は張り詰めたりしばしば和む滑稽ないたちごっこの中で、CIAとKGBの間で行われる機密の捕虜交換に向けられている」と記述した。
他方で、タイムズ＝ピカユーンのマイク・スコットは肯定でも否定でもない反応で「のろのろと進行する『ブリッジ・オブ・スパイ』は、わくわくするというよりただ面白い。それはまだ良いが、印象的な系譜にもかかわらず...それら全部が完全に説明されているとは感じられない」と語った。フォート・ワース・スター＝テレグラムのプレストン・ジョーンズは5つ星の内2つ半を付けた。ジョーンズは「スピルバーグが監督し、主演のトム・ハンクスを筆頭に彼のスターを詰め込んだキャスト、映画と実生活でのチーム（共同脚本のジョエル＆イーサン・コーエン）をテーブルに集めたにもかかわらず、『ブリッジ・オブ・スパイ』で注目に値するのは、退屈かつ驚くほど緩慢な映画にするやり方だけだ」と評した。

### 受賞
| 年   | 映画賞                                     | 賞                               | 対象                                                                   | 結果       |
| ---- | ------------------------------------------ | -------------------------------- | ---------------------------------------------------------------------- | ---------- |
| 2015 | 第19回ハリウッド映画賞                     | 撮影賞                           | ヤヌス・カミンスキー                                                   | 受賞       |
| 2015 | 第19回ハリウッド映画賞                     | 録音賞                           | ゲイリー・ライドストロム                                               | 受賞       |
| 2015 | 第87回ナショナル・ボード・オブ・レビュー賞 | 作品賞トップ10                   |                                                                        | 入賞       |
| 2015 | 第81回ニューヨーク映画批評家協会賞         | 助演男優賞                       | マーク・ライランス                                                     | 受賞       |
| 2015 | 第4回ボストン・オンライン映画批評家協会賞  | 作品トップ10                     |                                                                        | 7位        |
| 2015 | 第41回ロサンゼルス映画批評家協会賞         | 助演男優賞                       | マーク・ライランス                                                     | 次点       |
| 2015 | 第15回ニューヨーク映画批評家オンライン賞   | 作品賞トップ10                   |                                                                        | 入賞       |
| 2015 | 第15回ニューヨーク映画批評家オンライン賞   | 助演男優賞                       | マーク・ライランス                                                     | 受賞       |
| 2015 | 第19回オンライン映画批評家協会賞           | 助演男優賞                       | マーク・ライランス                                                     | ノミネート |
| 2015 | 第19回トロント映画批評家協会賞             | 助演男優賞                       | マーク・ライランス                                                     | 受賞       |
| 2015 | AFIアワード 2015                           | 映画部門                         |                                                                        | 受賞       |
| 2016 | 第50回全米映画批評家協会賞                 | 助演男優賞                       | マーク・ライランス                                                     | 1位        |
| 2016 | 第73回ゴールデングローブ賞                 | 助演男優賞                       | マーク・ライランス                                                     | ノミネート |
| 2016 | 第36回ロンドン映画批評家協会賞             | 助演男優賞                       | マーク・ライランス                                                     | 受賞       |
| 2016 | 第69回英国アカデミー賞                     | 助演男優賞                       | マーク・ライランス                                                     | 受賞       |
| 2016 | アメリカ脚本家組合賞 2016                  | オリジナル脚本賞                 | イーサン・コーエン ジョエル・コーエン マット・チャーマン               | ノミネート |
| 2016 | 第20回サテライト賞                         | 作品賞                           |                                                                        | ノミネート |
| 2016 | 第20回サテライト賞                         | 監督賞                           | スティーヴン・スピルバーグ                                             | ノミネート |
| 2016 | 第20回サテライト賞                         | 脚本賞                           | イーサン・コーエン ジョエル・コーエン マット・チャーマン               | ノミネート |
| 2016 | 第88回アカデミー賞                         | 助演男優賞                       | マーク・ライランス                                                     | 受賞       |
| 2016 | 第88回アカデミー賞                         | 作品賞                           |                                                                        | ノミネート |
| 2016 | 第88回アカデミー賞                         | 美術賞                           | アダム・ストックハウゼン レナ・ディアンジェロ ベルンハルト・ヘンリック | ノミネート |
| 2016 | 第88回アカデミー賞                         | 脚本賞                           | イーサン・コーエン ジョエル・コーエン マット・チャーマン               | ノミネート |
| 2016 | 第88回アカデミー賞                         | 作曲賞                           | トーマス・ニューマン                                                   | ノミネート |
| 2016 | 第88回アカデミー賞                         | 録音賞                           | アンディ・ネルソン ゲイリー・ライドストロム ドリュー・カニン           | ノミネート |
| 2016 | 第22回全米映画俳優組合賞                   | 助演男優賞                       | マーク・ライランス                                                     | ノミネート |
| 2016 | 第27回アメリカ製作者組合賞                 | 映画部門                         |                                                                        | ノミネート |
| 2016 | 第63回ゴールデン・リール賞                 | 映画（英語）セリフ／アフレコ部門 |                                                                        | 受賞       |
| 2017 | 第90回キネマ旬報ベスト・テン               | 海外映画ベスト・テン             |                                                                        | 3位        |

### 歴史考証
本作は1960年にスヴェルドロフスク州の町の上空を飛行中、ソ連軍に撃墜されたアメリカのスパイパイロット、フランシス・ゲーリー・パワーズの逮捕から裁判が行われるまでの実話を基にしている。映画では歴史の記録を変更した部分があり、批評家は本作を称賛するとともに記録の変更は許容範囲かを論じた。また同様に、新聞配達の少年が中が空洞の5セント硬貨を発見し、それが元となって数年後にソ連のスパイが逮捕、そしてその裁判の弁護、というストーリーも実話を基にしている（英語版記事 en:Hollow Nickel Case などを参照）。
コメンテーターは、映画内で時折時間を短縮させることは誤解を招くと話した。その一つの重要な例としてベルリンの壁についての描写がある。ドノヴァンは、ベルリンの壁を乗り越えて逃げようとする人たちが撃たれるところを目撃してはいなかった。この銃撃の描写に最も似ているのは、グリーニッケ橋でのパワーズとアベルのスパイ交換後の夏に発生したペーター・フェヒターの銃撃事件である。同様に、フレデリック・プライヤーが拘禁された事情についても正確に描かれていない。彼は部分的に建設された壁を横切ることができず、さらに機密文書詐取の罪で有罪判決を下されていた。
ベルリンの壁について以外で顕著なのは、ドノヴァンが自宅で銃撃されるという映画で描かれたような暴力行為を彼はまったく経験していなかったことと、コートを盗まれていなかったことである。また実際は公開法廷で行われた、ドノヴァンが将来の捕虜交換を見据え、判事にアベルの刑の減刑を提案する場所も変更された。
イギリス生まれのソ連諜報員アベル（本名ウィリアム・フィッシャー）のソ連での最大の功績は、通信装置であふれているニューヨーク市の乱雑な隠れ家に住むスパイとしてではなく、第二次世界大戦前とその間に、ナチスによる占領に対する秘密活動を行うエージェントと通信士を訓練したことがあげられる。この訓練は後に最も重要な戦中の通信偽装活動と呼ばれ、彼の師パヴェル・スドプラトフにとっても大切なものだったと考えられている。